# Наїм Ахтар (хокеїст)
Наїм Ахтар (8 червня 1961) — пакистанський хокеїст на траві.
Олімпійський чемпіон 1984 року.
Племінник срібного олімпійського медаліста з хокею на траві Фазалура Регмана.